# HTTP Speed+Mobility
A Microsoft S+M (Microsoft Speed + Mobility) a webes tartalmak átvitelére a Microsoft által HTTP Speed+Mobility munkanéven fejlesztett kísérleti hálózati protokoll. A Microsoft S+M a HTTP-hez hasonló, fő célkitűzései a weboldalak betöltési idejének csökkentése mellett a webes biztonság javítása. A betöltési idő csökkenését tömörítéssel, multiplexálással és prioritizálással érik el.

## HTTP-vel való kapcsolata
A Microsoft S+M újdonságai csak a kliens és a szerver közötti kommunikáció módozatait érintik; nem módosították a HTTP protokoll olyan részeit, ami miatt a weboldalakon változtatni kellene. Ez azt jelenti, hogy a már meglévő szerveroldali alkalmazásokat változtatás nélkül tovább lehet használni egy Microsoft S+M-kompatibilitási réteg közbeiktatásával; csak a kliensen futó webböngészőn (user agent) és a webkiszolgáló alkalmazáson kell módosítani.
A Microsoft S+M-n keresztül küldött HTTP-kérések feldolgozásra, tokenizálásra, egyszerűsítésre és tömörítésre kerülnek. Például minden Microsoft S+M-végpont számon tartja, hogy milyen fejlécek lettek már elküldve a megelőző kérések során, és ezeket nem kell újra elküldenie; amit mégis el kell küldeni, azt tömörítve küldi.
A Microsoft a HTTP Speed+Mobility kifejlesztésekor a már gyakorlatban bevált SPDY protokollra és az egyetlen TCP socketen keresztül duplex kommunikációs csatornák kiépítését lehetővé tevő WebSocketre épített. A WebSocket keretek támogatásán kívül változás a SPDY-hez képest, hogy – a mobilos és egyéb, alacsony fogyasztású kliensek követelményeit is szem előtt tartva – bár lehetővé teszi, de nem követeli meg a processzorigényes tömörítés és titkosítás, valamint a szerveroldali leküldés (push) használatát.
Az IETF working group for HTTPbis 2012-ben megkezdte munkáját a HTTP 2.0-n, aminek a SPDY mellett az eredeti tervek szerint a Microsoft S+M lett volna a másik kiindulási pontja.

## Fordítás
Ez a szócikk részben vagy egészben  a   Microsoft SM című angol Wikipédia-szócikk ezen változatának fordításán alapul.  Az eredeti cikk szerkesztőit annak laptörténete sorolja fel. Ez a jelzés csupán a megfogalmazás eredetét és a szerzői jogokat jelzi, nem szolgál a cikkben szereplő információk forrásmegjelöléseként.